# David Bratton
David Hey Bratton (født i oktober 1869 i New York, død 3. december 1904 i Chicago) var en amerikansk svømmer og vandpolospiller, som deltog i OL 1904 i St. Louis.

## Idrætskarriere
Bratton svømmede oprindeligt for Knickerbocker AC i New York, men da denne klub lukkede, skiftede han til New York Athletic Club. Ud over svømning og vandpolo var han også kendt for rulleskøjteløb. Ved OL i St. Louis var han tilmeldt en stribe svømmediscipliner, men endte med kun at stille op i 4×50 yards fri, hvor han var med på sin klubs andethold, der blev nummer fire. I vandpoloturneringen deltog kun tre hold, alle fra USA; et tysk hold forsøgte også at stille op, men blev afvist, fordi de ikke kom fra samme klub. De tre deltagende hold var New York AC, Missouri AC og Chicago AA. Chicago gik direkte i finalen, mens New York og Missouri spillede en semifinale, hvor førstnævnte vandt 5-0. I finalen den følgende dag vandt New York 6-0 over Chicago og blev dermed olympiske mestre. New York-holdet bestod af David Hesser, Budd Goodwin, Lou Handley, Joe Ruddy, James Steen, George Van Cleaf og David Bratton.
Deltagelsen i svømmekonkurrencerne, der blev afviklet i en kunstig sø, fik dog et kedeligt efterspil for flere af svømmerne, heriblandt Bratton, idet mange efterfølgende blev ramt af tyfus. Dette skyldtes øjensynligt, at kvæg samtidig brugte søen, hvorved smitte sandsynligvis blev overført til svømmerne. Bratton døde af tyfus senere på året.